# Adam Stephen

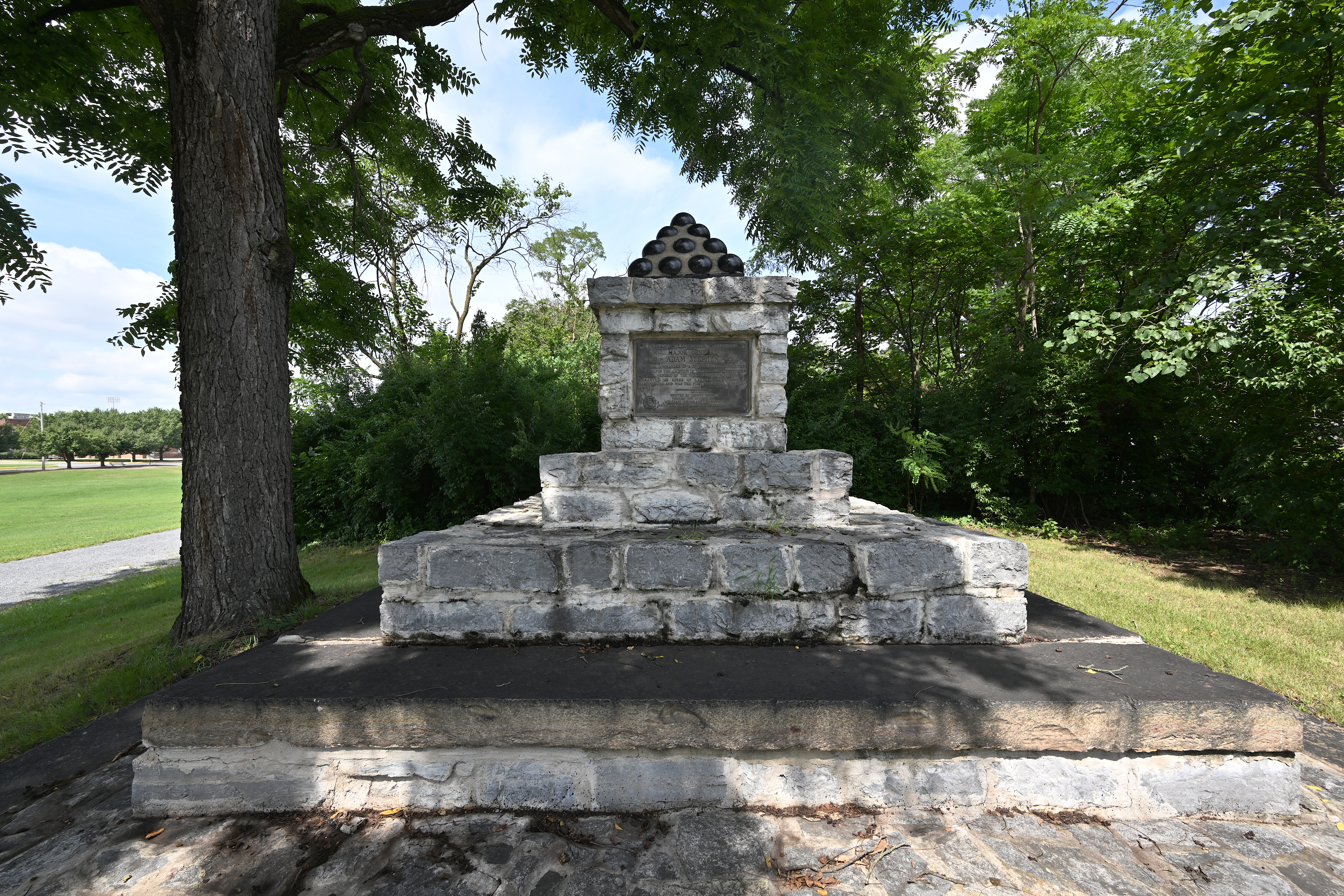
Gedenkstätte für Adam Stephen in Martinsburg

Adam Stephen (* 1718 in Rhynie, Aberdeenshire; † 16. Juli 1791 in Martinsburg, West Virginia) war ein schottischer Arzt und Offizier. Nachdem er sich in den Dreizehn Kolonien niederließ, diente er dort unter George Washington sowohl während des Siebenjährigen Krieges in der Kolonialmiliz von Virginia, als auch während des Unabhängigkeitskrieges in der Kontinentalarmee, wo er zuletzt eine Division kommandierte. Als es 1777 bei der Schlacht von Germantown zu einem von ihm verschuldeten Friendly Fire kam, da er zu jenem Zeitpunkt betrunken war, wurde er als Folge davon degradiert und unehrenhaft aus der Armee entlassen. 1778 gründete er dann die Stadt Martinsburg (West Virginia).

## Werdegang
Adam machte seinen Abschluss am King’s College in Aberdeen und studierte dann Medizin in Edinburgh. Er verpflichtete sich danach in der Royal Navy und diente auf einem Lazarettschiff, bevor er in den späten 1730er oder frühen 1740er Jahren in die britische Kolonie Virginia auswanderte. Dort ließ er sich in Fredericksburg nieder und eröffnete eine Arztpraxis. 1754 trat er der Miliz von Virginia bei und bekleidete unter George Washington den Dienstgrad eines Lieutenant Colonels im Virginia Regiment. Im selben Jahr nahm er an Washingtons Feldzug teil, der mit dem Gefecht von Jumonville Glen und der Schlacht bei Fort Necessity seinen Höhepunkt erreichte und der Auftakt zum Siebenjährigen Krieg war. Mit seinem Regiment nahm er dann an dem katastrophalen Braddock-Feldzug von 1755 und anderen Feldzügen teil. Als der Krieg schließlich 1763 endete, übernahm er von George Washington das Kommando über das Regiment und half dann bei der Niederschlagung des Pontiac-Aufstandes.
Nachdem Ausbruch des Unabhängigkeitskrieges bot er seine Dienste der Kontinentalarmee an und diente dann erneut unter George Washington. Er nahm an den New York und New Jersey Feldzügen von 1776 und Anfang 1777 teil. Bei der Verteidigung von Philadelphia hatte er als Generalmajor das Kommando über eine Division in Washingtons Armee. Im Oktober 1777 führte er seine Truppen bei der Schlacht von Germantown in eine Situation, wo er in Friendly Fire durch die Truppen von Anthony Wayne geriet. Als das darauf folgende Kriegsgericht feststellte, das Stephen zur Zeit der Schlacht getrunken hatte, wurde er von seinem Kommando enthoben, degradiert und unehrenhaft aus der Armee entlassen.
Stephen kehrte nach Virginia zurück und legte 1778 den Plan für Martinsburg im heutigen West Virginia an. Er benannte die Stadt nach seinem Freund, Colonel Thomas Bryan Martin, und wurde Sheriff im Berkeley County, von dem Martinsburg der County Seat wurde. In den späten Jahren schloss er sich den Generäle Horatio Gates und Charles Lee an, die beide Immobilien im County erwarben. 1788 wählte man ihn in den Konvent von Virginia, welcher die US-Verfassung ratifizierte.
Stephen war einmal verheiratet und hatte ein Kind, eine Tochter mit dem Namen Ann. Er verstarb 1791 in Martinsburg. An der Stelle, wo er begraben wurde, steht heute ihm zu Ehren ein Denkmal.

## Trivia
Stephens Wohnsitz in Martinsburg, besser bekannt als das Adam Stephen House, und der Wohnsitz bei Shepherdstown (West Virginia), besser bekannt als The Bower, sind im National Register of Historic Places gelistet.